# Lojze Wieser
Lojze Wieser (Celovec, 9. srpnja 1954.) je austrijski nakladnik. Pripadnik je slovenske nacionalne manjine.
U Celovcu (Klagenfurtu) je 1969. završio gimnaziju. Od 1969. do 1972. se školovao za knjižara u Celovcu i u Beču. Od 1981. do 1986. je vodio Nakladu Drava (Založba Drava) iz Celovca. 1987. je tu osnovao Nakladu Wieser (Založba Wieser, Wieser Verlag) u Celovcu. Specijalnost su mu male književnosti, s naglaskom na slavenski Jug i istočnu Europu. 2000-ih se znatnije okrenuo hrvatskoj književnosti, pa je tako dao tiskati prijevode hrvatskih autora: Veljka Barbierija, Nedjeljka Fabrija, Miroslava Krleže, Pavla Pavičića, Živka Skračića, Slobodana Novaka, Ive Andrića, Predraga Matvejevića i Vladana Desnice.
Bio je koordinatorom informacijskog središta Austrijske televizije za vrijeme napada JNA na Sloveniju.

## Djela
Pisao je knjige o kulinarstvu i položaju nakladnika na granici. 

## Nagrade
- 2004.: naslov profesora, za izvanredne zasluge u stvaranju kulturnog ozračja u Koruškoj (dodijelio austrijski predsjednik Thomas Klestil)
- nagrada Dositej Obradović, za širenje srpske literature